# Ян Парум Шульце
Ян Парум Шульце (нем. Johann Parum Schultze; 1677, Зютен — 1740) — староста славянской деревни Зютен (нем. Süthen), расположенной в окрестностях города Люхов в Вендланде (Люнебургское княжество), один из последних вендов, для которых полабский язык был родным. Записи Я. П. Шульце содержат данные о языке и этнографические сведения об исчезнувшем в XVIII веке славянском народе, потомках племени древян, живших на левом берегу реки Эльбы.

## Хроника Вендланда
Я. П. Шульце родился в 1677 году в деревне Зютен, в семье деревенского старосты Юргена Небура (нем. Jürgen Niebur). Свою фамилию Небур Я. П. Шульце позднее сменил на немецкую. Как и его отец, Я. П. Шульце также стал старостой деревни. Он являлся единственным носителем древяно-полабского языка, который оставил после себя записи, в том числе и на своём родном языке. Когда ему исполнилось сорок лет, он начал вести хронику жизни крестьян Ганноверского Вендланда, известную как «Хроника Вендланда деревенского старосты Яна Парума Шульце». Хроника, которую автор вёл на протяжении многих лет, содержит описание жизни, быта, обычаев последних представителей славянского народа люнебургских вендов:
Когда пастор читал проповедь они (прихожане) только звон слышали, но они ничего из того не понимали… А о писании они вообще ничего не знали. В остальном же знали они католические молитвы девы Марии по-вендски...Я. П. Шульце. О богослужении в старой церкви в угодье Зольст-Йей

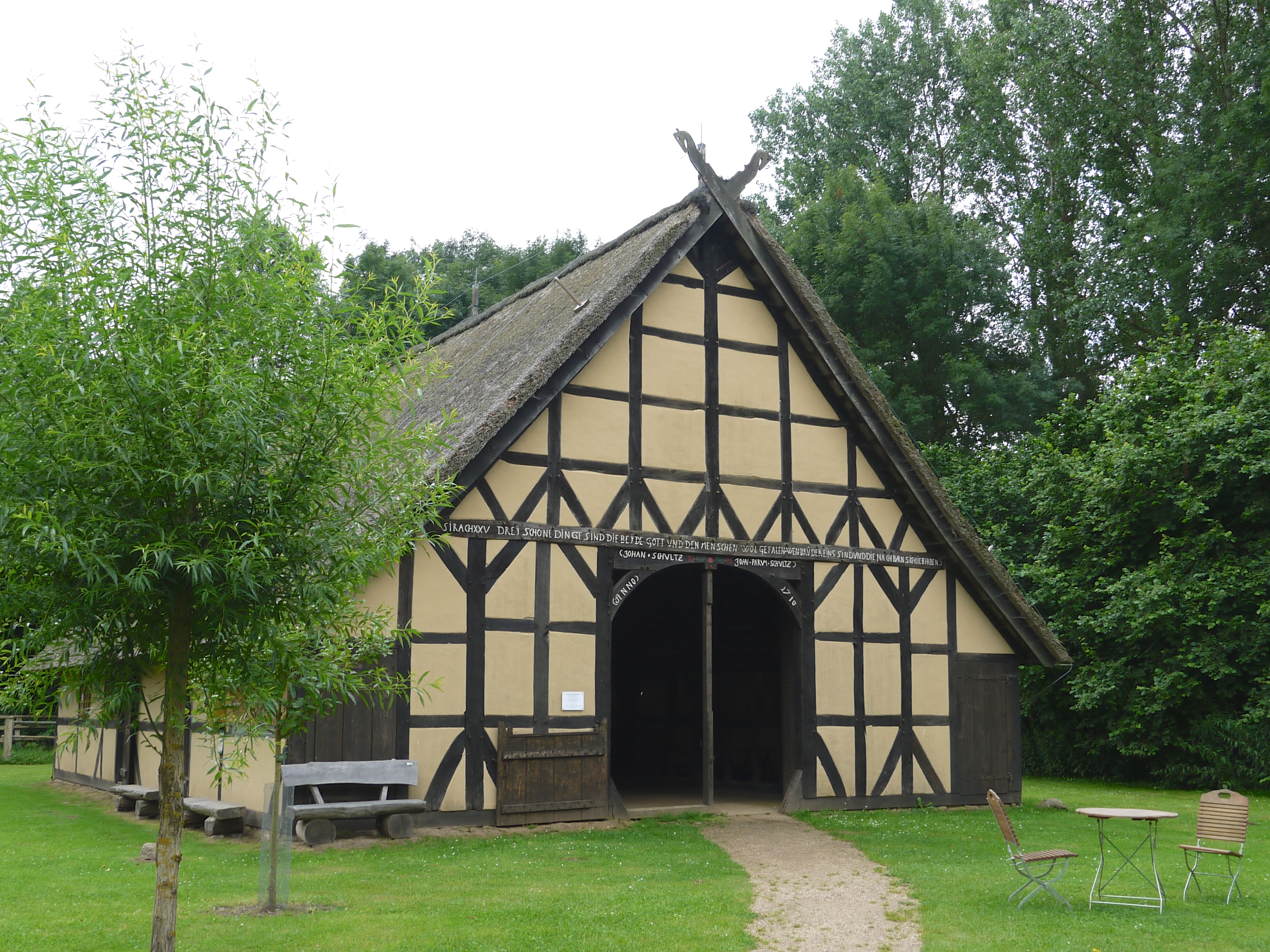
Дом Я. П. Шульце, построенный в Зютен в 1710 году (перевезён в музей Музей Рундлинга в Любельн)

Хроника написана на немецком языке, но большое число ошибок и неточностей в грамматике и лексике, использование не немецких синтаксических конструкций говорит о том, что немецкий язык для Я. П. Шульце не был родным. Помимо сведений о погоде, событий деревенской жизни, библейских цитат и собственных рассуждений автора, хроника содержит немецко-полабский словарь, включающий около 300 слов, а также несколько фраз, написанных по-полабски при помощи средств графики и орфографии немецкого языка. Записи Я. П. Шульце отличаются от других памятников полабского языка наличием фраз и даже целых предложений на полабском, что придаёт им особую ценность, хроника содержит данные о диалектных различиях полабского языка, так как говор родной деревни Я. П. Шульце Зютен имел ряд отличий от говора деревни Кленнов (нем. Klennow), на котором основаны записи Х. Хеннига, являющиеся основным источником изучения древяно-полабского языка.
Я. П. Шульце отмечал, что его дед и отец хорошо говорили по-полабски, а его брат, который был младше его на восемь лет, языка вендов уже не знал, и даже самому автору хроники уже было сложно говорить и писать на полабском. Записывая слова и фразы своего родного языка, Я. П. Шульце осознавал то, что язык вендов в скором времени исчезнет:
Я мужчина сорока семи лет. Когда я и ещё трое из нашей деревни умрут, никто, наверное, уже больше не будет знать, как называют собаку на языке вендов. В Тридцатилетнюю войну все уже здесь говорили по-немецки...Я. П. Шульце
Я. П. Шульце не был самым последним носителем полабского языка. В церковных книгах Вустрова найдена запись о смерти 3 октября 1756 года женщины (88-летняя крестьянка Эмеренц Шультце из деревни Долгов (нем. Dolgow)), последней, которая могла говорить по-полабски. Кроме того согласно сведениям, приведённым немецким историком Г. К. Ф. Лишем, около 1780 года в окрестностях Люхова оставались ещё несколько пожилых людей, смешивавших в своей речи полабские и немецкие слова. Они скрывали своё славянское происхождение и признались в том, что помнят полабский язык только по настоянию пастора.
Рукопись хроники была издана А. Ф. Гильфердингом в 1856 году. А. Ф. Гильфердинг был последним, кто держал в руках оригинал «Вендландской хроники» (к этому времени в рукописи не хватало 11 страниц), оригинал хроники был утерян в середине XIX века, сохранилась только его копия, выполненная в 1794 году по заказу графа Яна Потоцкого во время его визита в Люхов (впервые опубликована в 1892 году). В настоящее время копия находится во Вроцлаве (первоначально хранилась в одной из библиотек Львова). Впервые полный текст «Вендландской хроники Яна Парума Шульце» с комментариями был опубликован немецким лингвистом Р. Олешем. Впоследствии этот текст был обработан и адаптирован доктором К. Ковалевским и издан с комментариями в 1991 году.

## Издания хроники
1. Schultze J. P., Olesch R. Fontes linguae Dravaeno-Polabicae minores et Chronica Venedica J. P. Schultzii [Wendländische Bauernchronik] // Slavistische Forschungen. Band 7. — Köln. Graz: Böhlau, 1967.
2. Schultze J. P., Kowalewski K. Die Wendland Chronik des Dorfschulzen Johann Parum Schultze aus Süthen, geschrieben in der ersten Hälfte des 18. Jahrhunderts. — Lüchow: Alte Jeetzel-Buchh. und Verl., 1991. — ISBN 3-928117-02-5.